# Austin Amelio
Austin Amelio, född 27 april 1988, är en amerikansk skådespelare.
Amelio har bland annat medverkat i TV-serien The Walking Dead. Han har även medverkat i filmerna Everybody Wants Some!! och Hit Man.

## Filmografi (i urval)
- 2016 – Everybody Wants Some!!
- 2019–2023 – The Walking Dead (TV-serie)
- 2023 – Hit Man
- 2025 – When No One Sees Us (TV-serie)